# Cyrtinus schwarzi
Cyrtinus schwarzi es una especie de escarabajo longicornio del género Cyrtinus, tribu Cyrtinini, orden Coleoptera. Fue descrita científicamente por Fisher en 1926.

## Descripción
Mide 1,8-2,3 milímetros de longitud.

## Distribución
Se distribuye por Cuba.